# Matavai
Matavai (Asau) – miejscowość na Samoa, na wyspie Savaiʻi. Według spisu ludności z roku 2016 liczyła 1133 mieszkańców.